# 2e cérémonie des European Film Awards
La 2e cérémonie des prix du cinéma européen (2th European Film Awards), organisée par l'Académie européenne du cinéma, a eu lieu à Paris le 25 novembre 1989 et a récompensé les films réalisés dans l'année.

## Palmarès

### Meilleur film
Paysage dans le brouillard
- Eldorádó
- Magnús (is)
- High Hopes
- La Petite Véra
- Souvenirs de la maison jaune

### Discovery of the Year
L'Espoir aux trousses
- Kuduz
- Cinema Paradiso
- Le Brouillard (en)
- Scandal
- My Left Foot
- Le Dernier Chemin de Waller (de)

### Meilleur acteur
Philippe Noiret pour La Vie et rien d'autre et Cinema Paradiso
- Davor Dujmovic pour Le Temps des Gitans
- Károly Eperjes (en) pour Eldorádó
- Daniel Day-Lewis pour My Left Foot
- Jozef Kroner pour Ti, koyto si na nebeto (en)

### Meilleure actrice
Ruth Sheen pour High Hopes
- Sabine Azéma pour La Vie et rien d'autre
- Natalia Negoda pour La Petite Véra
- Snežana Bogdanović (en) pour Kuduz
- Corinna Harfouch pour Treffen in Travers

### Meilleur réalisateur
Géza Bereményi pour Eldorádó
- Maciej Dejczer pour L'Espoir aux trousses
- Vassili Pitchoul pour La Petite Véra
- Theo Angelopoulos pour Paysage dans le brouillard
- Jim Sheridan pour My Left Foot

### Meilleur scénariste
Maria Khmelik pour La Petite Véra

### Meilleur compositeur
Andrew Dickson (en) pour High Hopes

### Meilleur directeur de la photographie
Jörgen Persson et Ulf Brantås pour Les Femmes sur le toit

### Lifetime Achievement Award
Federico Fellini